# Drie Lindenstadion
Het Drie Lindenstadion (Frans: Stade des Trois Tilleuls) is een voetbal- en atletiekstadion dat onderdeel is van het multifunctionele sportcomplex De Drie Linden in de Belgische gemeente Watermaal-Bosvoorde in het Brussels Hoofdstedelijk Gewest. Ooit konden er 40.000 mensen in het stadion, vandaag ligt de toegelaten capaciteit nog op 800 toeschouwers Het stadion werd geopend in 1948, maar is in feite nooit helemaal volledig afgewerkt, zoals voorzien op de originele plannen. Het stadion werd in 2010 als monument beschermd.

## Geschiedenis
Het Drie Lindenstadion werd gebouwd in 1948, voor de voetbal- en atletiektak van de omniclub Racing Club de Bruxelles, ter vervanging van het te klein geworden Stade du Vivier d'Oie (De Ganzenvijver). Het stadion bood toen plaats aan 40.000 toeschouwers. Het bestaat uit een hoofdtribune met overdekte zitplaatsen langs één lange zijde van het veld, en een betonnen kuip met onoverdekte staanplaatsen rondom de drie andere zijden. Rond het voetbalveld ligt een atletiekpiste met 6 banen.
Het Drie Lindenstadion werd ingehuldigd op 11 november 1948 met een galawedstrijd tussen Royal Racing Brussel en de toenmalige Italiaanse grootmacht AC Torino, destijds Il Grande Torino bijgenaamd, voor 40.000 mensen het werd 0-3 voor AC Torino, het legendarische voetbalteam dat in maart 1949, 4 maanden na de wedstrijd, omkwam in de vliegtuigramp bij Superga.
Het ontwerp en de bouw van het stadion dient gekaderd te worden in het licht van de nasleep van de Tweede Wereldoorlog, toen overal in België massale investeringen in de wederopbouw van vernielde infrastructuur plaatsvonden. Het ontwerp was van een megalomane aard, en in elk geval veel te groot voor Racing Club de Bruxelles, zodat het na de inhuldigingswedstrijd nooit meer zou vollopen. In de jaren na de bouw van het stadion, zakte Racing Club weg uit de hoogste regionen van het Belgische voetbal. In 1954 kon Racing niet meer de voldoen aan de contractuele aflossingssommen, waarna de club uit het stadion vertrok. Het Drie Lindenstadion werd eigendom van de gemeente Watermaal-Bosvoorde. In 1960 nam RRC de Boitsfort zijn intrek in het stadion.

## Huidige toestand
Het Drie Lindenstadion ligt er nog steeds bij zoals bij de ingebruikname in 1948, op een opgefriste hoofdtribune en wat onkruid en mossen op de staantribunes na. De onoverdekte staanplaatsen zijn momenteel niet meer toegankelijk voor het grote publiek, onder meer omdat de armsteunen ontbreken, maar louter in theorie zouden er nog altijd 40.000 toeschouwers in het stadion kunnen.
Tegenwoordig wordt het stadion gebruikt door voetbalclub RRC de Boitsfort, rugbyclub Boitsfort RC en door de atletiekvereniging Racing Club de Bruxelles. Deze atletiekvereniging is blijven bestaan nadat de voetbalafdeling van Racing Brussel in 1963 fusioneerde met White Star AC. In het Drie Linden Sportcomplex, dat rondom het stadion gelegen is, is onder meer de Brusselse vestiging van de tennisacademie van Justine Henin gehuisvest.
Naar aanleiding van het 120-jarig bestaan van de atletiekvereniging Racing Club, heeft de gemeente Watermaal-Bosvoorde beslist in 2011 grondige renovatiewerken uit te laten voeren.
Het Drie Lindenstadion werd in 2010 door de Brusselse Hoofdstedelijke Regering, samen met De Ganzenvijver (Stade du Vivier d'Oie) en het Joseph Marienstadion, als monument beschermd omwille van de sportieve, culturele en esthetische waarde.

## Naamgeving
De naam "Drie Lindenstadion" verwijst naar een nabijgelegen rotonde met drie lindebomen, gelegen op de op één na hoogste natuurlijke plaats in Brussel. Op deze rotonde komen zeven straten uit. Begin de jaren 2020 staan op deze plaats nog slechts twee lindebomen meer: één boom is ondertussen afgestorven.